# Wuppertaler Schwebebahn

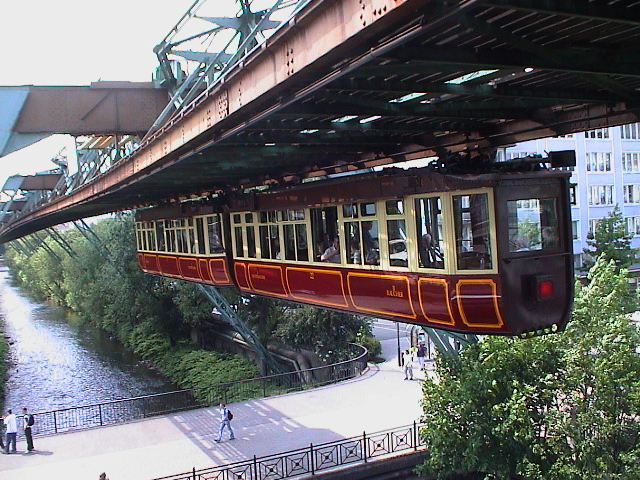
Carros históricos do Guilherme II da Alemanha (chamada Kaiserwagen, ainda em uso)

Wuppertaler Schwebebahn é um trem monotrilho suspenso em Wuppertal, Alemanha. Seu nome completo é o "trem Eugen Langen Monorail Suspensão" (Einschienige Hängebahn Sistema Eugen Langen). Projetado por Eugen Langen, que originalmente o planejava construir em Berlim, foi construído em 1900, abrindo suas portas em 1901 estando ainda em operação atualmente, como um sistema de transporte local na cidade. É o sistema de transporte em monocarril mais antigo do mundo.
A estrada de ferro suspensa se move ao longo de um percurso de 13,3 km de extensão, cerca de 12 metros (39 pés e 4 polegadas) acima da superfície do rio Wupper entre Oberbarmen e Sonnborner Straße (rua de Sonnborn) (10 km) e cerca de 8 m acima das ruas da cidade, entre Sonnborner Straße e Vohwinkel (3,3 km). Num ponto da estrada de ferro atravessa a autoestrada A46. A viagem completa leva cerca de 35 minutos. O Schwebebahn transporta 25 milhões de passageiros por ano (2008), cerca de 2 bilhões desde a sua abertura.
O Schwebebahn opera dentro da associação de transportes VRR.